# Лукім'я
Лукі́м'я — село в Україні, у Оржицькій селищній громаді Лубенського району Полтавської області. До 2020 центр сільської ради, якій були підпорядковані села Дмитрівка, Загребля, Колодна, Нижній Іржавець, Чернета. Розташоване на правому березі річки Сули. Виникло на основі руського городища-фортеці Лукомль XII–XIII століття та козацького містечка Луко́мля XVI–XVIII століття. Герб села є промовистим.

## Географія
Село Лукім'я розташоване на правому березі річки Сула, вище за течією на відстані 1,5 км розташоване село Колодна, на протилежному березі — село Загребля. Річка Сула в районі села звивиста, формує лимани, стариці й озера. Через село проходить автомобільна дорога Т 1709. 
На північний схід від села розташоване заповідне урочище «Манілове».

## Історія
Вперше Лукім'я згадується в Іпатіївському літописі за 1178 рік під назвою городища Лукомль. Воно лежало у землях Переяславського князівства і входило до складу Посульської оборонної лінії, захищаючи правий берег річки Сула від наїздів половців. За даними археологічних розкопках городище Лукомль локалізоване в урочищі Панська гора. З трьох боків воно було оточене глибокими ярами та крутими берегами Сули, з четвертого — земляним валом. На найвищій вершині стояла фортеця, яка складалася з двох укріплень, оточених валами. Від фортеці до Сули був прокладений підземний хід.
1239 року Лукомль був знищений монгольськими завойовниками під проводом Батия.
Поселення Лукім'я виникло лише в XVI столітті на базі колишнього городища. До 1569 року воно входило до складу Київського воєводства Великого князівства Литовського, а після Люблінської унії перейшло до складу Польської корони. З XVII століття поселення перетворилося на містечко. Воно згадується під назвою «Lukomla» (Лукомля) на «Загальній карті України» 1648 року, авторства Вільгельма Гондіуса та Ґійомома де Боплана. Містечко належало до володінь князя Яреми Вишневецького.
1638 року жителі Лукім'я підтримали антиурядове козацьке повстання Острянина. З 1648 року вони брали участь у козацькій війні під керівництвом Богдана Хмельницького. З другої половини XVII століття Лукім'я стало сотенним містечко Лубенського полку Гетьманщини.
З 1781 року село Лукім'я входило до Хорольського повіту Київського намісництва Російської імперії. У селі нараховувалося 405 дворів, де мешкали 172 — виборних козаків, 39 — козаків-підпомічників, 194 — посполитих.
У 1787 року в Лукім'ї — 1103 ж., у тому числі піддані полкового обозного Павла Кулябки та бригадирші Марфи Лалошевої.
З 1797 Лукім'я — село Малоросійської, з 1802 року — Полтавської губернії. 1859 в Лукім'я — 441 двір, 973 ж. Діяло дві церкви. Щорічно проводилося два ярмарки, щотижня — базари. Ярмарки продовжувалися від одного до двох тижнів. У 1900 Лукім'я Велико-Селецької вол. Лубен, пов., козацьке і селянське. У Лукім'я разом з с. Чирківкою і х. Миронців наліч. 486 дворів, 2806 ж. Діяли дві церковнопарафіяльні школи, Успенська церква (дерев'яна на мурованому фундаменті, споруджена 1899), при ній б-ка. Оси. заняття: теслярство, столярство, ткацтво та ін.

### Лукім'я часів Радянського Союзу
Радянська окупація розпочалась в січні 1918.
Навесні 1920 року для збору хліба в село Лукім'я був направлений продзагін чисельністю 25 багнетів на чолі з членом колегії Лубенського повітпродкому Андрієм Дем'янцем. На сільському сході він поставив вимогу: негайно здати хліб для Червоної армії. Селяни обурилися, стягнули його зі столу і почали бити, але А. Дем'янець крикнув продармійцям: «До зброї!» Беззбройні селяни нічого не могли вдіяти і хліб у них забрали силою. Тоді до повстанського загону Федора Іщенка вступили члени Лукімської «Просвіти» Лук'ян Сірик, Микола Юркевич, Федір Діденко, Федір Сурмач, Микола Пархоменко, Макар Романенко, Іван Бублик та ін.
23 травня 1920 року до Лукім'я прибув підрозділів Лубенської караульної роти (10 піших і 10 кінних) на чолі з заступником командира роти Тютюнником і розмістився в обійстях Олександра Мамрая та Терентія Сергієнка. У надвечірній час Тютюнник наказав зібрати селян на збори. Зійшлося 70–80 чоловік. Вимога червоних була одна: віддати хліб для радянської влади. У відповідь селяни почали скаржитися на грабежі червоноармійців. У цей час почувся постріл і задзвонили дзвони у церкві. На червоних раптово напав загін Федора Іщенка. До нього приєдналися й місцеві селяни, почалася стрілянина. Павло Якимовський вирвав у Тютюнника револьвер разом з кобурою і поранив його. Тютюнник кинувся тікати і забіг у двір Поцілуйка, там його і вбили. Одночасно селяни напали на червоноармійців, які стояли по дворах. Організаторами нападу були Лук'ян Сірик і голова Лукімського сільвиконкому Семен Чепурко. В результаті сутички, крім Тютюнника, було вбито ще трьох червоноармійців, шістьох селяни полонили, а решта повтікала. Для придушення повстання в Лукім'я прибув каральний загін. Червоноармійці заарештували 24 селян, чотирьох з них розстріляли. Всіх, хто говорив українською мовою, червоні вважали «петлюрівцями». З переляку селяни попалили в «Просвіті» портрети Тараса Шевченка. Розправа над бунтівним селом тривала кілька днів. Карателі вбили Омелька Сергієнка лише тому, що вважали куркулем (до революції 1917 р. він мав 40 десятин землі). Загинув і його син Терентій.
У 1924 — осередок ЛКСМУ. У 1923—25 Лукім'я — Оржицького р-ну. 1801 ж" На поч. 30-х рр. організовано колгоспи «Червоний лан» і «Червоний клин».
У 1932 році в Лукім'ї опухли від недоїдання 30 сімей.

## Репресовані радянською владою односельці
1. Діденко Яків Павлович - 1896 року народження, місце народження: Полтавська обл. с. Лукім’я Оржицького р-ну, національність: українець, соціальне походження: із селян, освіта: освіта вища (Полтавський педагогічний інститут), останнє місце проживання: Полтавська обл. с. Мацківці Лубенського р-ну, Заарештований 19 червня 1951 р., Засуджений Полтавським обласним судом 28 серпня 1951 р. за ст. 54-10 ч. 2 КК УРСР до 25 років позбавлення волі з поразкою в правах на 5 років з конфіскацією майна.
Всі архівні кримінальні справи на репресованих зберігаються в архіві Територіального управління Служби Безпеки України в Полтавській області, задля отримання доступу до архівної кримінальної справи достатньо звернутися до територіального УСБУ шляхом надіслання заяви, доступ до архівних кримінальних справ громадянам України гарантовано на підставі ст. 5 Закону України " Про доступ до архівів репресивних органів комуністичного тоталітарного режиму 1917-1991 років" від 21.05.2015 року.

### Друга світова війна на території Лукім'я
У роки німецької окупації (23.ІХ 1941—18.ІХ 1943) гітлерівці закатували 18 осіб, вивезли до Німеччини 250 чол.

### Повоєнні роки
У 1950 в селі був колгосп ім. С. М. Будьонного, 1957 ств. колгосп «40-річчя Жовтня». Пізніше — колгосп ім. Ф. Е. Дзержинського (багатогалузеве г-во)
12 червня 2020 року, відповідно до розпорядження Кабінету Міністрів України № 721-р «Про визначення адміністративних центрів та затвердження територій територіальних громад Полтавської області», село увійшло до складу Оржицької селищної громади.
19 липня 2020 року, в результаті адміністративно - територіальної реформи та ліквідації  Оржицького району, село увійшло до складу новоутвореного Полтавського району.

## Економіка
- «Лукім'я», сільськогосподарський кооператив.

## Населення
Станом на 2001 рік, населення села налічувало 628 осіб.
| 1787   | 1859  | 1900   | 1990  | 2001  |
| ------ | ----- | ------ | ----- | ----- |
| → 1103 | ↘ 973 | ↗ 2806 | ↘ 763 | ↘ 628 |

Розподіл населення за рідною мовою (2001).
| українська | російська |
| ---------- | --------- |
| 98.89%     | 1.11%     |

## Соціальна сфера
- лікарня (на 25 ліжок)
- Лукімська ЗОШ І-ІІІ ступенів
- Будинок культури (на 450 місць)
- бібліотека (13 502 од. зб.)
- Парк ім. 20-річчя Перемоги
- фруктовий сад.

## Пам'ятники
- Лукімське поселення — неолітичне поселення, курган, на правому березі Сули, городище давньоруського міста Лукомль.
- Братська могила рад, воїнів, що полягли в 1941 і 1943 (надгробок 1958)
- Пам'ятник односельцям, загиблим (282 чол.) на фронтах Великої Вітчизняної війни (1965).

## Уродженці
- Сірик Лук’ян Григорович — український політичний та громадський діяч, один з організаторів осередків Української комуністичної партії боротьбистів та товариств «Просвіта» на Лубенщині, працював у Інформаційному бюро при Директорії УНР.